# Heliofil·lita
L'heliofil·lita és una espècie mineral desacreditada de la classe dels halurs. Rep el seu nom del grec ήλιος, sol, i φύλλον, full, en al·lusió al color i l'hàbit foliat.

## Característiques
L'heliofil·lita és un halur de fórmula química Pb₆Cl₄(As₂O₇), desacreditada com a espècie l'any 2019 al demostrar que era idèntica a l'ecdemita. Cristal·litza en el sistema ortoròmbic. La seva duresa a l'escala de Mohs és 2.
Segons la classificació de Nickel-Strunz, l'heliofil·lita pertany a «03.DC - Oxihalurs, hidroxihalurs i halurs amb doble enllaç, amb Pb (As,Sb,Bi), sense Cu» juntament amb els següents minerals: laurionita, paralaurionita, fiedlerita, penfieldita, laurelita, bismoclita, daubreeïta, matlockita, rorisita, zavaritskita, zhangpeishanita, nadorita, perita, aravaipaïta, calcioaravaipaïta, thorikosita, mereheadita, blixita, pinalita, symesita, ecdemita, mendipita, damaraïta, onoratoïta, cotunnita, pseudocotunnita i barstowita.

## Formació i jaciments
Va ser descoberta a Långban, localitat sueca que es troba al municipi de Filipstad, al comtat de Värmland. Dins aquest indret ha estat trobada en diferents mines, com les mines Jakobsberg o Harstigen. També ha estat descrita a Grècia, Itàlia, a la República Popular de la Xina i als Estats Units.